# Normas Brasileiras de Contabilidade
As Normas Brasileiras de Contabilidade estabelecem regras de conduta profissional e procedimentos técnicos a serem observados quando da realização dos trabalhos contábeis.
O ordenamento jurídico brasileiro sobre Contabilidade é amplo e muito variado. Esse ordenamento divide a Contabilidade geralmente em Empresarial e Pública.
A legislação principal que trata de Contabilidade Pública Brasileira é a Lei nº 4.320, de 17 de março de 1964, que estatui normas gerais de direito financeiro para elaboração e controle dos orçamentos e balanços da União, dos Estados, dos Municípios e do Distrito Federal. A Secretaria do Tesouro Nacional tenta disciplinar padrões de contabilidade para uniformização e consolidação de balanços públicos, por intermédio de inúmeras portarias.

## Normatização
A Contabilidade Empresarial é normatizada pela:
- Lei nº 6.404, de 15 de dezembro de 1976, que dispõe sobre as  sociedades por ações;
- Código Civil, sobre outros tipos de sociedades;
- Normas Brasileiras de Contabilidade, emitidas pelo Conselho Federal de Contabilidade (CFC);
- normas sobre Contabilidade tributária, geralmente de responsabilidade da Secretaria da Receita Federal;
- normas para o mercado de capitais, de responsabilidade da Comissão de Valores Mobiliários (CVM);
- legislações esparsas geralmente classificadas como Direito Empresarial (sentido amplo).

## Normas estabelecidas pelo CFC
As Normas Brasileiras de Contabilidade estabelecem regras de conduta profissional e procedimentos técnicos a serem observados quando da realização dos trabalhos previstos na Resolução CFC n° 560/83, de 28 de outubro de 1983, em consonância com os Princípios Fundamentais de Contabilidade.
A contabilidade, na sua condição de ciência social, cujo objeto é o Patrimônio, busca, por meio da apreensão, da quantificação, da classificação, do registro, da eventual sumarização, da demonstração, da análise e relato das mutações sofridas pelo patrimônio da Entidade particularizada, a geração de informações quantitativas e qualitativas sobre ela, expressas tanto em termos físicos, quanto monetários.
As normas classificam-se em "profissionais" e "técnicas", sendo enumeradas sequencialmente.
As normas profissionais estabelecem regras de exercício profissional, caracterizando-se pelo prefixo "NBC P".
As normas técnicas estabelecem conceitos doutrinários, regras e procedimentos aplicados de Contabilidade, caracterizando-se pelo prefixo "NBC T".

### NBC e NBC-T
As Normas Brasileiras de Contabilidade (NBC) podem ser detalhadas através de Interpretações Técnicas que, se, necessário, incluirão exemplos.
As interpretações técnicas são identificadas pelo código da NBC a que se referem seguido de hífen, sigla IT e numeração sequencial.
O Conselho Federal de Contabilidade poderá emitir comunicados técnicos quando ocorrerem situações decorrentes de atos governamentais que afetam, transitoriamente, as Normas Brasileiras de Contabilidade (NBC).
Os comunicados técnicos são identificados pela sigla CT, seguida de hífen e numeração sequencial.
A inobservância das Normas Brasileiras de Contabilidade constitui infração disciplinar, sujeita às penalidades previstas nas alíneas c, "d" e "e" do art. 27 do Decreto-lei n° 9295 de 27 de maio de 1946, e, quando aplicável, ao Código de Ética Profissional do Contabilista.

## Nova estrutura das normas brasileiras de contabilidade
No final de 2009, as normas foram renumeradas para se ajustarem a nova estrutura das Normas Brasileiras de Contabilidade, aprovada pela Resolução CFC nº. 1.328/11.
Os Princípios Contábeis continuam definidos na Resolução CFC nº 750/93 e a Estrutura das Normas Brasileiras de Contabilidade está regulamentada na Resolução CFC nº. 1.328/11.
De acordo com a nova estrutura, as Normas Brasileiras de Contabilidade classificam-se em profissionais e técnicas.
As Normas Profissionais classificam-se em:
- NBC PG - Geral
- NBC PA - do Auditor Independente
- NBC PI - do Auditor Interno
- NBC PP - do Perito

As Normas Técnicas classificam-se em:
- NBC TG - Geral
  - Normas completas
  - Normas simplificadas para PMEs
  - Normas específicas
- NBC TSP - do Setor Público
- NBC TA - de Auditoria Independente de Informação Contábil Histórica
- NBC TR - de Revisão de Informação Contábil Histórica
- NBC TO - de Asseguração de Informação Não Histórica
- NBC TSC - de Serviço Correlato
- NBC TI - de Auditoria Interna
- NBC TP - de Perícia
- NBC TAG - de Auditoria Governamental